# Archilestris excellens
Archilestris excellens är en tvåvingeart som beskrevs av Günther Enderlein 1914. Archilestris excellens ingår i släktet Archilestris och familjen rovflugor.
Artens utbredningsområde är Ecuador. Inga underarter finns listade i Catalogue of Life.